# Die Form des Wassers
Die Form des Wassers (italienischer Originaltitel: La forma dell’acqua) ist ein Kriminalroman des italienischen Schriftstellers Andrea Camilleri, der 1994 im Verlag Sellerio Editore erschienen ist. Die deutsche Übersetzung durch Shahrzad Assemi erschien 1999 bei Lübbe. Im selben Jahr wurde Andrea Camilleri für diesen Roman mit dem französischen Prix Mystère de la critique ausgezeichnet.
Es handelt sich um den ersten Roman einer Serie von Krimis mit der Figur des Commissario Montalbano, die alle auf Sizilien spielen. Er wurde 2000 durch den Fernsehsender RAI mit Luca Zingaretti in der Hauptrolle verfilmt und in Deutschland unter dem Titel Tiefer Fall 2001 vom ZDF ausgestrahlt. Regie führte Alberto Sironi.

## Handlung
Kommissar Montalbano untersucht den Tod eines hochrangigen sizilianischen Politikers, der augenscheinlich während des Besuchs eines Freiluftbordells an Herzversagen starb. Montalbano glaubt zuerst jedoch nicht an eine natürliche Todesursache und findet im Laufe der Ermittlungen Hinweise auf die Verstrickung einer jungen Schwedin, Ingrid Sjöström, in die Angelegenheit. Es stellt sich allerdings heraus, dass die Hinweise auf ihre Beteiligung (der Fund eines Schmuckstücks sowie einer Tasche mit ihren Initialen am Tatort) fingiert wurden, um ihren Schwiegervater, ebenfalls Politiker, mit der Tat in Verbindung zu bringen.
Obwohl Montalbano den Fall lösen kann und herausfindet, dass der Tote durch natürliche Umstände ums Leben kam (nämlich bei einem sexuellen Abenteuer mit seinem Neffen) sowie die Beteiligung eines politischen Weggefährten in die Affäre aufdeckt, haben seine Ermittlungen kein gerichtliches Nachspiel. Nachdem der besagte Neffe von den Machenschaften um den Tod des geliebten Onkels erfahren hat, ermordet er den Verantwortlichen und nimmt sich anschließend selbst das Leben.
Der Titel des Buches bezieht sich auf eine Geschichte aus der Kindheit der Witwe des Toten. Diese erzählt Montalbano von einem Freund aus Kindertagen, der sie einst nach der „Form des Wassers“ fragte. Ihre Antwort war, dass Wasser keine eigene Form besitzt, sondern immer die Form annimmt, die man ihm gibt. Durch dieses Gleichnis bringt sie ihren Glauben an eine Verwicklung der parteipolitischen Gegner ihres Mannes zum Ausdruck, welche die Todesumstände für ihre Zwecke zu nutzen versuchen.

## Ausgaben
- Die Form des Wassers. Commissario Montalbano denkt nach. Roman. Lübbe, Bergisch Gladbach 1999, ISBN 3-7857-1509-9.
- Taschenbuch: Die Form des Wassers. Bastei Lübbe, Bergisch Gladbach 2005, ISBN 3-404-15401-0.
- E-Book: Die Form des Wassers. Commissario Montalbano löst seinen ersten Fall. Lübbe Digital, Köln 2010, ISBN 978-3-8387-0327-5.
- als Hörspiel in: Die Form des Wassers – Der Hund aus Terracotta – Der Dieb der süßen Dinge. Hörspiele. 6 CDs. Lübbe Audio, Köln 2016, ISBN 978-3-7857-5295-1.